# Шевченко-Фест
«Шевченко-фест» — Всеукраїнський Молодіжний фестиваль-конкурс присвячений генію Української поезії, прози та живопису Тарасу Григоровичу Шевченку.
Фестиваль проходить у Львові з 2007 року.
Метою є привернення уваги до нових інтерпретацій творчості генія сучасниками, та приурочується до річниць перевезення тіла Шевченка в Україну.
Конкурси проводяться за таким номінаціями:
1. Сучасна пісня на слова Т. Шевченка або на шевченківську тематику.
2. Малюнок на шевченківську тематику.
3. Фотографія на шевченківську тематику.
4. Авторська поезія та проза на шевченківську тематику.
5. Короткометражні фільми на шевченківську тематику.
Вручаються одна ІІІ, одна ІІ та одна І премії у всіх 5-ти номінаціях. Переможці отримають цінні подарунки. Також вручається спеціяльний приз фестивалю одному конкурсанту, вибраному з усіх п'яти номінацій — приз глядацьких симпатій.
Учасники — особи віком від 14 до 35 років, зацікавлена шевченківською темою. Участь у Фестивалі безкоштовна.

## Лауреати
ІІ премія у номінації поезія — Микола Антощак (2007).